# NGC 2838
NGC 2838 este o galaxie LINER situată în constelația Linxul. A fost descoperită în 18 martie 1787 de către William Herschel. Se află la o distanță de 118,04 megaparseci de Pământ.